# Communauté de communes Serre-Ponçon Val d'Avance
La communauté de communes Serre-Ponçon Val d'Avance est une communauté de communes française créée le 28 octobre 2016 et qui a pris effet le 1er janvier 2017, située dans les départements des Hautes-Alpes et des Alpes-de-Haute-Provence, en région Provence-Alpes-Côte d'Azur.

## Historique
Le schéma départemental de coopération intercommunale des Hautes-Alpes impose la fusion de la communauté de communes du Pays de Serre-Ponçon, puisque sa population (municipale, au recensement de 2012) est inférieure au seuil de 5 000 habitants fixé par la loi no 2015-991 du 7 août 2015. Le premier projet d'octobre 2015 proposait une fusion avec la communauté de communes de la vallée de l'Avance afin de satisfaire au critère de population minimal, à savoir 5 000 habitants en 2012. La commune de Rousset aurait rejoint la nouvelle CC « autour du lac de Serre-Ponçon ».
Après consultation de la commission départementale de coopération intercommunale le 17 mars 2016, la communauté de communes fusionne avec celle de la Vallée de l'Avance. Rousset, Piégut et Venterol restent dans la nouvelle structure intercommunale dont le nom projeté était « autour du lac de Serre-Ponçon ». Bellaffaire a rejoint la communauté de communes de La Motte-du-Caire - Turriers le 1er janvier 2016.
Un arrêté préfectoral du 28 octobre 2016 officialise le nom de « communauté de communes Serre-Ponçon Val d'Avance ».

## Territoire communautaire

### Composition
La communauté de communes est composée des 16 communes suivantes :

| Nom                    | Code Insee | Gentilé       | Superficie (km2) | Population (dernière pop. légale) | Densité (hab./km2) |
| ---------------------- | ---------- | ------------- | ---------------- | --------------------------------- | ------------------ |
| La Bâtie-Neuve (siège) | 05017      | Bastidons     | 27,99            | 2 611 (2022)                      | 93                 |
| Avançon                | 05011      | Avançonnais   | 22,57            | 418 (2022)                        | 19                 |
| La Bâtie-Vieille       | 05018      | Bastidons     | 9,05             | 325 (2022)                        | 36                 |
| Bréziers               | 05022      | Breziérois    | 30,35            | 236 (2022)                        | 7,8                |
| Espinasses             | 05050      |               | 13,86            | 792 (2022)                        | 57                 |
| Montgardin             | 05084      | Montgardinois | 15,32            | 481 (2022)                        | 31                 |
| Piégut                 | 04150      | Piégutais     | 11,12            | 208 (2022)                        | 19                 |
| Rambaud                | 05113      |               | 10,71            | 407 (2022)                        | 38                 |
| Remollon               | 05115      | Remollonais   | 6,45             | 467 (2022)                        | 72                 |
| Rochebrune             | 05121      | Rochebrunois  | 12,37            | 197 (2022)                        | 16                 |
| La Rochette            | 05124      |               | 10,34            | 473 (2022)                        | 46                 |
| Rousset-Serre-Ponçon   | 05127      | Roussetains   | 14,38            | 168 (2022)                        | 12                 |
| Saint-Étienne-le-Laus  | 05140      |               | 8,66             | 335 (2022)                        | 39                 |
| Théus                  | 05171      | Théüsains     | 16,71            | 230 (2022)                        | 14                 |
| Valserres              | 05176      | Valserrois    | 11,92            | 285 (2022)                        | 24                 |
| Venterol               | 04234      | Venterolais   | 22,75            | 226 (2022)                        | 9,9                |

## Administration

### Siège
Le siège de la communauté de communes est situé à La Bâtie-Neuve.

### Les élus
La communauté de communes est gérée par un conseil communautaire composé de 33 membres représentant chacune des communes membres. La répartition des sièges des conseillers communautaires a été fixée par l'arrêté interpréfectoral du 1er décembre 2016 :
| Nombre de délégués | Communes                                                                                     |
| ------------------ | -------------------------------------------------------------------------------------------- |
| 9                  | La Bâtie-Neuve                                                                               |
| 3                  | Espinasses                                                                                   |
| 2                  | Avançon, La Bâtie-Vieille, Montgardin, Rambaud, Remollon, La Rochette, Saint-Étienne-le-Laus |
| 1                  | Bréziers, Piégut, Rochebrune, Rousset-Serre-Ponçon, Théus, Valserres, Venterol               |

### Présidence
| Nom | Nom            | Parti | Début | Fin         | Fonctions                                                                             |
| --- | -------------- | ----- | ----- | ----------- | ------------------------------------------------------------------------------------- |
|     | Joël Bonnafoux | PS    | 2017  | En fonction | Maire de La Bâtie-Neuve (2008-) Conseiller départemental du canton de Chorges (2015-) |

### Compétences
L'intercommunalité exerce des compétences qui lui sont déléguées par les communes membres.
À sa création, la communauté de communes exerçait quatre compétences obligatoires.
- aménagement de l'espace communautaire : schéma de cohérence territoriale et schéma de secteur, plan local d'urbanisme ;
- développement économique : création, aménagement, entretien et gestion de zones d'activité, politique locale du commerce et soutien aux actions commerciales d'intérêt communautaire, promotion du tourisme ;
- aménagement, entretien et gestion des aires d'accueil des gens du voyage ;
- collecte et traitement des déchets ménagers et assimilés.

La compétence « gestion des milieux aquatiques et prévention des inondations » (GEMAPI) est exercée à titre obligatoire par les communautés de communes depuis le 1er janvier 2018.
Les compétences optionnelles, issues principalement des deux anciennes communautés de communes, sont :
- protection et mise en valeur de l'environnement ;
- voirie ;
- construction, entretien et fonctionnement d'équipements culturels et sportifs d'intérêt communautaire et d'équipement de l'enseignement pré-élémentaire et élémentaire d'intérêt communautaire (compétence exercée à titre optionnel par l'ancienne communauté de communes du Pays de Serre-Ponçon) ;
- action sociale d'intérêt communautaire.

Les compétences facultatives sont :
- sur le territoire de l'ancienne communauté de communes du Pays de Serre-Ponçon : gestion du centre de secours ; adhésion au SMADESEP, etc. ;
- sur le territoire de l'ancienne communauté de communes de la Vallée de l'Avance : création, extension et gestion de centres de secours contre l'incendie ; rénovation et mise en valeur du petit patrimoine bâti non classé ; soutien financier à la réalisation de projets, etc.